# Takashi Etō
Pour les articles homonymes, voir Etō.
Takashi Etō (衛藤 昂, Etō Takashi, né le 5 février 1991) est un athlète japonais, spécialiste du saut en hauteur.

## Carrière
Son record personnel est de 2,28 m, obtenu à trois reprises, le 11 mai 2014 à Tokyo, les 3 et 10 mai 2015, respectivement à Fukuroi et à Kawasaki. Lors des Championnats d'Asie de 2015 à Wuhan, il remporte sous la pluie le titre en 2,24 m, à égalité de hauteur avec Hsiang Chun-Hsien. Le 26 juin 2016, il remporte les championnats nationaux en 2,29 m à Nagoya, ce qui représente le minima pour les Jeux olympiques de Rio.
Le 21 mai 2017, lors du Golden Grand Prix de Kawasaki, il porte son record personnel à 2,30 m, ce qui le qualifie pour les Championnats du monde 2017 à Londres.
Le 3 mai 2019, il égale son record personnel à 2,30 m à Fukuroi.

## Palmarès
| Date | Compétition                   | Lieu    | Résultat | Marque |
| ---- | ----------------------------- | ------- | -------- | ------ |
| 2010 | Championnats du monde juniors | Moncton | qual.    | 2,05 m |
| 2011 | Championnats d'Asie           | Kobe    | 4e       | 2,24 m |
| 2013 | Championnats d'Asie           | Pune    | 7e       | 2,18 m |
| 2014 | Jeux asiatiques               | Incheon | 11e      | 2,15 m |
| 2015 | Championnats d'Asie           | Wuhan   | 1er      | 2,24 m |
| 2018 | Jeux asiatiques               | Jakarta | 6e       | 2,24 m |
| 2019 | Championnats d'Asie           | Doha    | 2e       | 2,29 m |

## Records
| Épreuve         | Performance | Lieu                       | Date                                                       |
| --------------- | ----------- | -------------------------- | ---------------------------------------------------------- |
| Saut en hauteur | 2,30 m      | Ise Kawasaki Fukuroi Tokyo | 16 avril 2021 21 mai 2017 3 mai 2019 3 mai 2021 9 mai 2021 |